# No Poison No Paradise
Albums de Black Milk
Album of the Year
(2010) If There's a Hell Below
(2014)
Singles
1. Sunday's Best / Monday's Worst
Sortie : 19 mars 2013

No Poison No Paradise est le cinquième album studio de Black Milk, sorti le 15 octobre 2013.
L'album s'est classé 11e au Top Heatseekers et 45e au Top R&B/Hip-Hop Albums.

## Liste des titres
Tous les titres sont produits par Black Milk, à l'exception de Deion's House, produit par Will Sessions.
| No  | Titre                                                  | Contient un (des) sample(s) de | Durée |
| --- | ------------------------------------------------------ | --- | ----- |
| 1.  | Interpret Sabotage (featuring Mel)                     | | 3:29  |
| 2.  | Deion's House                                          | | 2:33  |
| 3.  | Codes & Cab Fare (featuring Black Thought)             | Long Red de Mountain | 3:30  |
| 4.  | Ghetto Demf (featuring Quelle Chris)                   | | 3:20  |
| 5.  | Sonny Jr. (Dreams) (featuring Robert Glasper et Dwele) | | 3:25  |
| 6.  | Sunday's Best                                          | Never Too Late de Nat Turner Rebellion | 2:07  |
| 7.  | Monday's Worst                                         | Never Too Late de Nat Turner Rebellion | 3:54  |
| 8.  | Perfected on Puritan Ave.                              | (Don't Worry) if There's a Hell Below, We're All Going to Go de Curtis Mayfield The Champ des Mohawks Pee-Wee's Dance de Joeski Love Clown de Semiramis | 3:26  |
| 9.  | Dismal                                                 | Rocal System de Bernard Fevre | 3:52  |
| 10. | Parallels (featuring AB)                               | The Look of Love de l'Electronic Concept Orchestra | 3:00  |
| 11. | X Chords                                               | | 2:11  |
| 12. | Black Sabbath (featuring Tone Trezure)                 | | 4:31  |
| 13. | Money Bags                                             | False Paradise de Starcrost | 4:31  |

| 14. | Poison | 2:10 |